# Cervello positronico

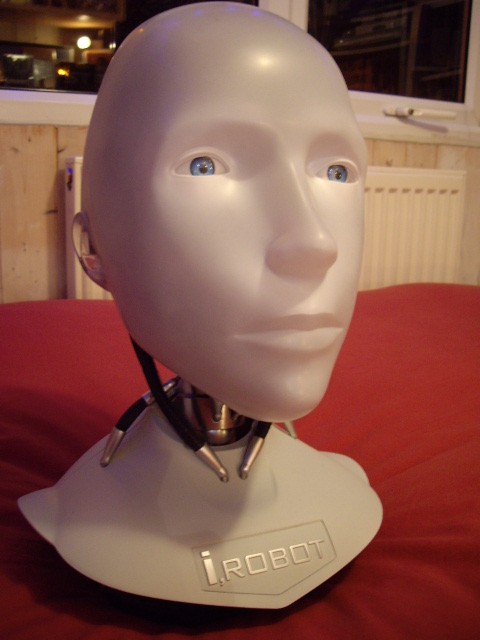
Mezzobusto del robot modello NS-5 comparso nel film Io, robot. Nella testa trova alloggio il delicato cervello positronico.

Il cervello positronico è un dispositivo immaginario, ideato per le sue storie di fantascienza, dallo scrittore Isaac Asimov come componente fondamentale del cervello di un robot positronico. Esso è legato alle Tre leggi della robotica.

## L'idea
I primi racconti sui robot positronici risalgono agli anni 1939-1940. Asimov scelse l'aggettivo "positronico" perché trovava il nome assonante con l'aggettivo "positivo", un aggettivo a cui associava in effetti i suoi robot narrativi. In effetti i positroni, essendo delle antiparticelle, non potrebbero esistere in un universo come il nostro fatto di elettroni, poiché le due particelle opposte si annichilirebbero in una frazione di secondo distruggendo la materia. Nella visione di Asimov, l'annullamento delle due particelle opposte - che per conseguenza produce energia - avrebbe dovuto portare i lettori ad immaginare una sorta di scintilla assimilabile a quella che nel pensiero umano si verifica nei neuroni.
La lega di platino-iridio è stata scelta perché questi due elementi sono ritenuti metalli particolarmente inerti, che hanno scarsa probabilità di subire mutamenti chimici.

## Descrizione
Il cervello positronico è un globo spugnoso di una lega di platino-iridio, ed è stato inventato da Lawrence Robertson, fondatore della U.S. Robots and Mechanical Men Corporation, inizialmente unica azienda del mondo capace di costruirne (con regolare brevetto) esemplari funzionanti. Il loro software che permetteva l'intelligenza artificiale, ha come capisaldi quelle che Asimov chiamò le Tre leggi della robotica.
Questo dispositivo può essere distrutto con facilità dall'esposizione ai raggi gamma.
Data la complicatezza con cui il cervello funziona, spesso nemmeno i programmatori alla fine sanno con precisione cosa uscirà fuori dal loro lavoro, e per questo la U.S. Robots, si affida a persone qualificate e di fiducia (collaudatori e robopsicologi) per collaudare i loro prototipi freschi di fabbricazione.
Inoltre, per costruire un cervello positronico (nel 2021 A.D.), ci volevano circa 75000 operazioni diverse, e dato che esse dipendevano da un certo numero di fattori variabili che andavano da 5 a 105 (processo che venne però ampiamente migliorato e raffinato negli anni seguenti), era sempre in dubbio il risultato finale. Addirittura una volta, a causa di questa incognita, venne costruito per errore, un robot con cervello in grado di leggere i pensieri. Applicando invece un modello di geometria frattale agli schemi del dispositivo, si può permettere ad un robot di sognare, e di far conoscere i veri desideri del suo subconscio.
Un cervello positronico poi, non deve per forza finire in un robot per essere utile; infatti, se costituisce il centro di elaborazione principale di un computer, può fungere da supercalcolatore. Ed è questo quello che hanno fatto alla U.S. Robots: il cosiddetto Cervello, supercomputer dalla personalità di un bambino piccolo, è in grado di effettuare miliardi e miliardi di calcoli al secondo (è grazie anche a lui che è stato inventato il motore iper-atomico per rendere possibili i viaggi interstellari). La naturale evoluzione di questo progetto, furono le Macchine, computer anch'essi positronici, che al tempo della Federazione terrestre, governavano l'economia globale.
Il cervello positronico non è indissolubilmente legato ai suoi schemi positronici, cioè alla sua programmazione e alla sua configurazione: infatti, tramite metodi altamente sofisticati, questi si possono trasferire da un supporto all'altro, permettendo così ai dati in esso contenuti, di vivere per migliaia e migliaia di anni. Ed è proprio questo quello che ha fatto R. Daneel Olivaw con i dati presenti nel suo cervello, trasferendoli per ben 5 volte da un cervello positronico ad un altro, sempre più avanzato e capiente.

## Utilizzi
Il concetto dominò le storie di Asimov sui robot, ma fu ripreso da altri soggetti fantascientifici. In particolare, l'androide Data di Star Trek - The Next Generation è dotato di un cervello positronico. I romanzi della serie fantascientifica tedesca Perry Rhodan sono incentrati su computer chiamati Positroniken.